# Coldplay
Coldplay é uma banda britânica de rock fundada em 1997 na Inglaterra pelo vocalista e pianista Chris Martin e o guitarrista Jonny Buckland no University College London. Depois de formar o Pectoralz, Guy Berryman se juntou ao grupo como baixista e eles mudaram o nome para Starfish. Will Champion entrou como vocalista de apoio e baterista, sem nenhuma experiência anterior com o instrumento. O empresário Phil Harvey é considerado o quinto membro não oficial. A banda passou a ter o nome atual quando Tim Crompton, amigo de Chris, sugeriu o nome antigo de seu grupo, “Coldplay”, já que o considerava “excessivamente depressivo”. Em seus primeiros anos, a banda gravou e lançou três EPs; Safety em 1998, Brothers & Sisters e The Blue Room em 1999. Este último foi o primeiro lançamento da banda por uma grande gravadora, depois de assinar contrato com a Parlophone.
Coldplay alcançou fama mundial com o lançamento da canção "Yellow" em 2000, seguido por seu álbum de estreia lançado no mesmo ano, Parachutes, que foi nomeado para o Mercury Prize. O segundo álbum da banda, A Rush of Blood to the Head, foi lançado em 2002 e recebeu aclamação da crítica. Seu terceiro álbum, X&Y, foi o álbum mais vendido em todo o mundo em 2005; o quarto álbum de estúdio, Viva la Vida or Death and All His Friends, produzido por Brian Eno, foi o álbum mais vendido de 2008 e rendeu à banda três Grammy Awards. Em 2011, Coldplay lançou seu quinto álbum de estúdio, Mylo Xyloto, que liderou as paradas de mais de 34 países e foi o álbum de rock mais vendido do Reino Unido em 2011. Desde então, a banda lançou Ghost Stories (2014), A Head Full of Dreams (2015), Everyday Life (2019), Music of the Spheres (2021) e Moon Music (2024).
Coldplay vendeu mais de 100 milhões de discos e singles em todo o mundo, tornando-os um dos artistas musicais com mais vendas em todo o mundo. Eles ganharam vários prêmios ao longo de sua carreira, incluindo nove Brit Awards, sete MTV Video Music Awards, oito MTV Europe Music Awards e sete Grammy Awards de 35 indicações. Os três primeiros álbuns da banda — Parachutes (2000), A Rush of Blood to the Head (2002) e X&Y (2005) — estão entre os álbuns mais vendidos da história das paradas do Reino Unido.
Em dezembro de 2009, os leitores da Rolling Stone votaram no grupo como o quarto melhor artista dos anos 2000 e a revista Q incluiu o grupo em sua lista de Artistas do Século. Coldplay também já apoiou várias causas sociais e políticas, como a campanha Make Trade Fair da Oxfam e a Anistia Internacional. Eles também se apresentaram em projetos de caridade, incluindo a Band Aid 20, Live 8, Global Citizen Festival, Sound Relief, Hope for Haiti Now: A Global Benefit for Earthquake Relief, One Love Manchester, The Secret Policeman's Ball, Sport Relief e Teenage Cancer Trust.

## História

### Formação e primeiros anos (1996–1999)
Chris Martin e Jonny Buckland se encontraram pela primeira vez na semana de orientação na University College London (UCL) em setembro de 1996. A dupla passou o resto do ano universitário planejando formar uma banda até que por fim criaram um grupo chamado Pectoralz. Guy Berryman, um colega de Martin e Buckland, se juntou ao grupo mais tarde. Em 1997, o grupo, que tinha se renomeado para Starfish, atuaria em shows para os promotores locais de clubes pequenos em Camden. Martin também chamou seu amigo antigo da escola, Phil Harvey, que estava estudando antiguidade clássica na Universidade de Oxford, para ser empresário da banda. Coldplay, desde então, aceitou Harvey como o quinto membro do grupo. A formação da banda foi completada quando Will Champion se juntou para assumir as funções da percussão. Champion havia crescido tocando piano, guitarra, baixo, e tin whistle; ele aprendeu rapidamente a tocar bateria, apesar de não ter nenhuma experiência com o instrumento. A banda finalmente se estabeleceu no nome "Coldplay" que foi sugerido por Tim Crompton, um estudante local, que estava usando o mesmo nome em seu grupo. Em 1997, Martin também conheceu o estudante de antiguidade clássica, Tim Rice-Oxley. Durante um fim de semana em Virginia Water, mostraram um ao outro suas canções em um piano. Chris concluiu que Rice-Oxley era muito talentoso e pediu-lhe para ser o tecladista do Coldplay, mas Rice-Oxley teve de recusar pois tinha sua própria banda, Keane.
Em 1998, a banda lançou 500 cópias do Safety EP. A maioria dos discos foram dados à gravadoras e amigos; apenas 50 cópias sobraram para serem vendidos ao público. Em dezembro do mesmo ano, a banda assinou contrato com a gravadora independente Fierce Panda. O primeiro lançamento com a gravadora foi Brothers & Sisters EP, que haviam gravado rapidamente durante quatro dias em fevereiro de 1999.
Depois de concluir seus exames finais, Coldplay assinou contrato com a Parlophone para um contrato de cinco álbuns na primavera de 1999. Depois de fazer sua primeira aparição no Glastonbury, a banda entrou em estúdio para gravar seu terceiro EP intitulado The Blue Room. Cinco mil exemplares foram disponibilizadas ao público em outubro, e o single "Bigger Stronger", foi lançado na BBC Radio 1 como um airplay. As sessões de gravação de The Blue Room foi tumultuosa. Martin demitiu Champion da banda, mas depois implorou-lhe para voltar, e para ser desculpado, os dois foram para um bar. Eventualmente, a banda trabalhou as suas diferenças e pôs em prática um novo conjunto de regras para manter o grupo intacto. Inspirados por bandas como U2 e R.E.M., decidiram que iriam atuar na democracia, e que os lucros seriam partilhados igualmente. Além disso, a banda determinou que estaria fora do grupo qualquer um que usasse drogas pesadas.

### Parachutes(1999–2001)
A banda inicialmente previa gravar seu álbum de estreia no espaço de duas semanas. No entanto, turnês e outras performances ao vivo fez a gravação se espalhar entre setembro de 1999 e abril-maio de 2000. O álbum foi gravado na Rockfield Studios, Matrix Studios, e Wessex Sound Studios, com produção de Ken Nelson, embora a maioria das faixas de Parachutes tenham sido gravadas na Parr Street Studios em Liverpool, onde acessaram três salas de estúdio. O processo de mixagem em todas as canções para o álbum foi feito pelo engenheiro norte-americano Michael Brauer em Nova Iorque. Durante esse período, eles tocaram na Carling Tour, que se apresentaram em atos provenientes.
Depois de lançar três EP sem nenhuma canção de sucesso, Coldplay conseguiu sua primeira canção top 40 com o primeiro single de Parachutes, "Shiver" lançado em março de 2000 aonde atingiu a posição de número 35 no Reino Unido.
Junho de 2000 foi um momento crucial na história do Coldplay: a banda embarcou em sua primeira turnê, incluindo uma performance no Festival de Glastonbury. A banda também lançou seu mais importante single, "Yellow". Tendo a função como primeiro lançamento do Coldplay à alcançar o top 5, a canção atingiu a posição de número quatro nas paradas do Reino Unido e dando ao Coldplay conhecimento público. "Yellow" e "Shiver" foram inicialmente lançados como EP na primavera de 2000. O primeiro foi mais tarde lançada como single no Reino Unido em 26 de junho de 2000. Nos Estados Unidos, a canção foi lançada como o principal single do álbum de estreia, antes do lançamento do álbum, até então sem título. Em outubro de 2000, a faixa foi enviado para as rádios alternativas dos Estados Unidos.
Coldplay lançou seu primeiro álbum de estúdio, Parachutes, em 10 de julho de 2000 no Reino Unido através de sua gravadora, Parlophone. O álbum estreou na primeira posição no Reino Unido. Foi lançado em 7 de novembro de 2000, através da gravadora Nettwerk, na América do Norte. O álbum foi disponibilizado em vários formatos desde seu lançamento inicial; tanto a Parlophone como a Nettwerk lançaram como um CD em 2000, e também foi lançado como um fita cassete pela nova gravadora nos Estados Unidos, Capitol em 2001. No ano seguinte, a Parlophone lançou o álbum em formato de LP. A banda lançou um CD em edição limitada de "Trouble", o terceiro single do álbum, que apresenta um remix de "Yellow". Foi feita 1.000 cópias, e foi emitido apenas para os fãs e jornalistas. "Yellow" e "Trouble" tiveram um desempenho regular nas rádios do Reino Unido e dos EUA.
Parachutes foi indicado para um Mercury Music Prize em setembro de 2000. Tendo encontrado sucesso na Europa, a banda decidiu então se focar na América do Norte, lançando o álbum por lá em novembro de 2000 e começando a U.S. Club Tour em fevereiro de 2001. Apesar de Parachutes começar devagar com as suas vendas nos Estados Unidos, o álbum recebeu finalmente a certificação de de platina dupla no país. O álbum foi extremamente bem recebido e venceu o de Melhor Álbum de Música Alternativa no Grammy Awards de 2002. Chris Martin afirmou após o lançamento de Parachutes que o sucesso do álbum foi destinado a atingir o status da banda como a maior e melhor banda do mundo".

### A Rush of Blood to the Head(2001–2004)

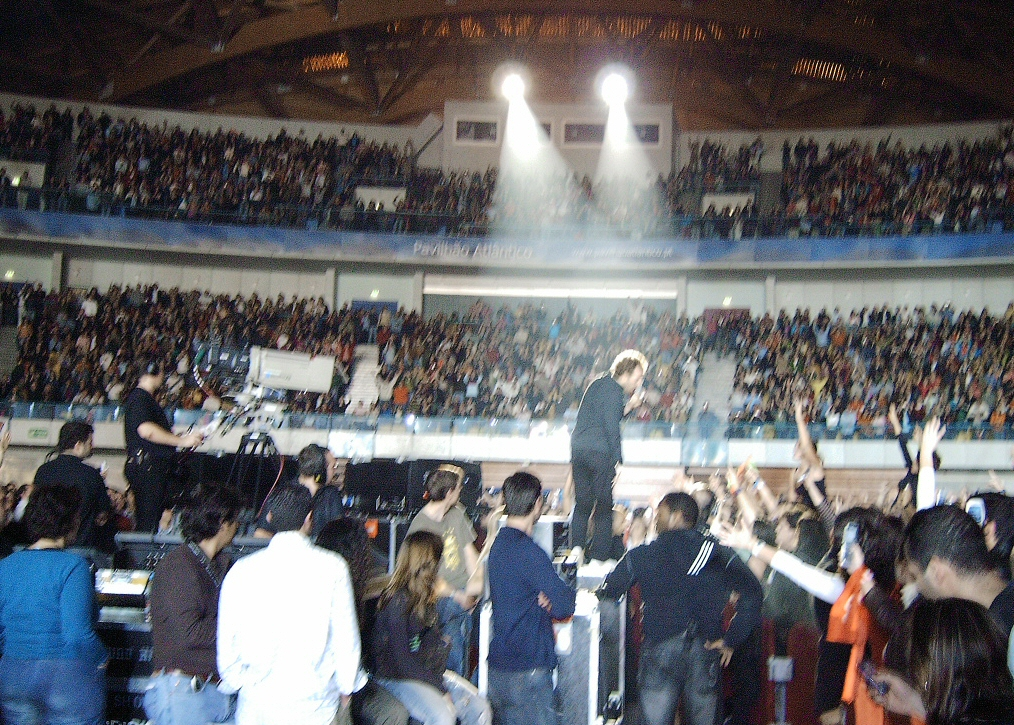
Ao vivo em Lisboa, no Pavilhão Atlântico em 2005.

Depois do sucesso de Parachutes, Coldplay volta para o estúdio em setembro de 2001 para começar a trabalhar em seu segundo álbum A Rush of Blood to the Head, mais uma vez com produção de Ken Nelson. A banda começou a gravar o álbum em Londres, uma semana após os Ataques de 11 de setembro, nos Estados Unidos. A banda nunca esteve em Londres antes, por isso eles tinham dificuldade em se concentrar. Eles decidiram se mudar para Liverpool, onde eles gravaram algumas das canções que estariam presente em Parachutes. Uma vez lá, o vocalista Chris Martin disse que ficou obcecado com a gravação. "In My Place" foi a primeira canção gravada para o álbum. A banda o lançou como o primeiro single do álbum, porque foi a faixa que fez eles desejarem gravar um segundo álbum, depois de um "estranho período de não saber realmente o que estávamos fazendo" três meses após o sucesso de Parachutes. De acordo com Martin, "uma coisa nos manteve: a gravação de 'In My Place'. Em seguida, outras canções começaram a vir".
A banda escreveu mais de 20 canções para o álbum. Alguns de seus novos materiais, incluindo "In My Place" e "Animals", foram tocadas ao vivo, enquanto a banda ainda estava na turnê de divulgação de Parachutes. O título do álbum foi revelada através de um post no site oficial da banda. O álbum foi lançado em agosto de 2002 e gerou vários singles populares, incluindo "In My Place", "Clocks" e a balada "The Scientist". Este último foi inspirado pela canção "All Things Must Pass" de George Harrison, lançado em 1970.
A banda Coldplay ficou em turnê de junho de 2002 a setembro de 2003 com a A Rush of Blood to the Head Tour. Eles visitaram cinco continentes, incluindo datas no Festival de Glastonbury, V2003 e Rock Werchter. Muitos concertos de showcased disseram que a iluminação elaborada e as telas individualizadas lembravam a Elevation Tour do U2 e Fragility Tour do Nine Inch Nails. Durante o alargo da turnê, gravaram um CD e DVD ao vivo, Live 2003, gravado no Hordern Pavilion em Sydney.
Em dezembro de 2003, os leitores da Rolling Stone escolheram o Coldplay como o melhor artista e melhor banda do ano. Naquela época, a banda fez um cover da canção da canção de 1983 dos The Pretenders, 2000 Miles (que foi disponibilizado para download em seu site oficial). "2000 Miles" foi o mais vendido digitalmente no Reino Unido naquele ano, com rendimentos das vendas doados para Future Forests e Stop Handgun Violence. A Rush of Blood to the Head venceu o Prêmio Grammy para Melhor Álbum de Música Alternativa no Grammy Awards de 2003. E no Grammy Awards de 2004, Coldplay venceu na categoria Gravação do Ano por seu single "Clocks".

### X&Y(2004–2006)

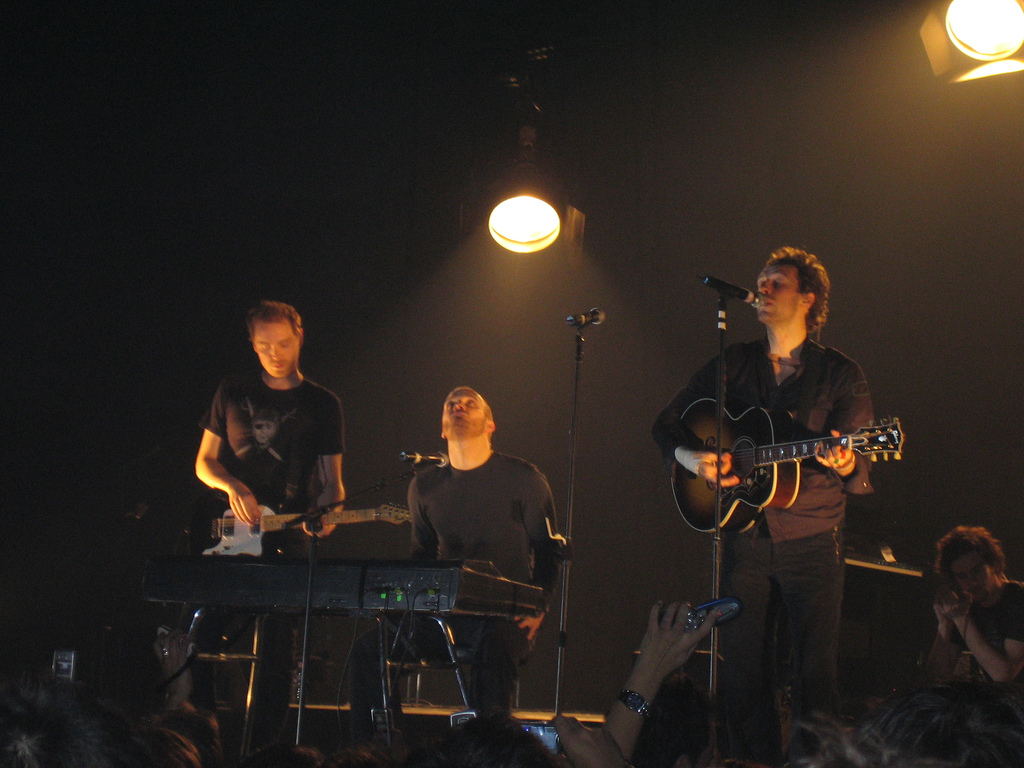
Coldplay ao vivo em 2005

Coldplay passou a maior parte de 2004 fora dos holofotes, tendo um intervalo na turnê para a gravação de seu terceiro álbum. X&Y foi lançado em junho de 2005 no Reino Unido e na Europa. Esta nova data de lançamento foi adiada, colocando o álbum de volta para o próximo ano fiscal, na verdade, fazendo com que ações da EMI fossem à queda. Ele se tornou o álbum mais vendido de 2005 com vendas mundiais de 8,3 milhões de cópias. O primeiro single, "Speed of Sound", fez sua estreia nas rádios e no armazenamento de músicas online em 18 de abril e foi lançado como um CD em 23 de maio de 2005. O álbum estreou na posição de número um em 20 países em todo o mundo, e foi o terceiro álbum mais vendido em menos tempo na história das paradas britânicas. Dois outros singles foram lançados nesse ano: "Fix You" em setembro e "Talk" em dezembro. A reação da crítica de X&Y foi menos entusiasta do que seu antecessor, com o crítico do New York Times Jon Pareles descreve Coldplay como "a banda mais insuportável da década", enquanto que a Pitchfork Media deu uma nota "4.9/10.0" e chamou-lhe "...suave mas nunca ultrajante, escutável mas nunca memorável". Comparações entre Coldplay e U2 se tornou cada vez mais comum, embora a reação da crítica ao álbum fosse ainda amplamente positivo. Chris Martin revelou mais tarde que os comentários negativos fizeram ele se sentir "liberado".
De junho de 2005 a julho de 2006, Coldplay foi em sua Twisted Logic Tour, que incluiu datas dos festivais como Coachella, Festival da Ilha de Wight, Glastonbury e o Austin City Limits Music Festival. Em julho de 2005, a banda apareceu no Live 8 em Hyde Park, onde eles tocaram uma versão da canção "Bitter Sweet Symphony" dos The Verve com Richard Ashcroft nos vocais. Em setembro, o Coldplay gravou uma nova versão de "How You See the World" com letras de músicas retrabalhadas por War Child para o álbum de caridade Help!: A Day in the Life. Em fevereiro de 2006, Coldplay ganhou os prêmios de Melhor Álbum e Melhor Single no Brit Awards. Dois singles foram lançados em 2006, "The Hardest Part" e "What If". O sexto e último single, "White Shadows" foi lançado no México em junho de 2007.

### Viva la Vida or Death and All His Friends(2008–2010)
Em outubro de 2006, Coldplay começou a trabalhar no seu quarto álbum de estúdio, Viva la Vida or Death and All His Friends, com o produtor Brian Eno. Fazendo uma pausa na gravação, a banda fez uma turnê na América Latina no início de 2007, performando no Chile, Argentina, Brasil e México. Depois de gravar em igrejas e outros locais da América Latina e da Espanha, durante sua turnê, a banda disse que o álbum provavelmente refleteria influências hispânicas. O grupo passou o resto do ano gravando com Eno.

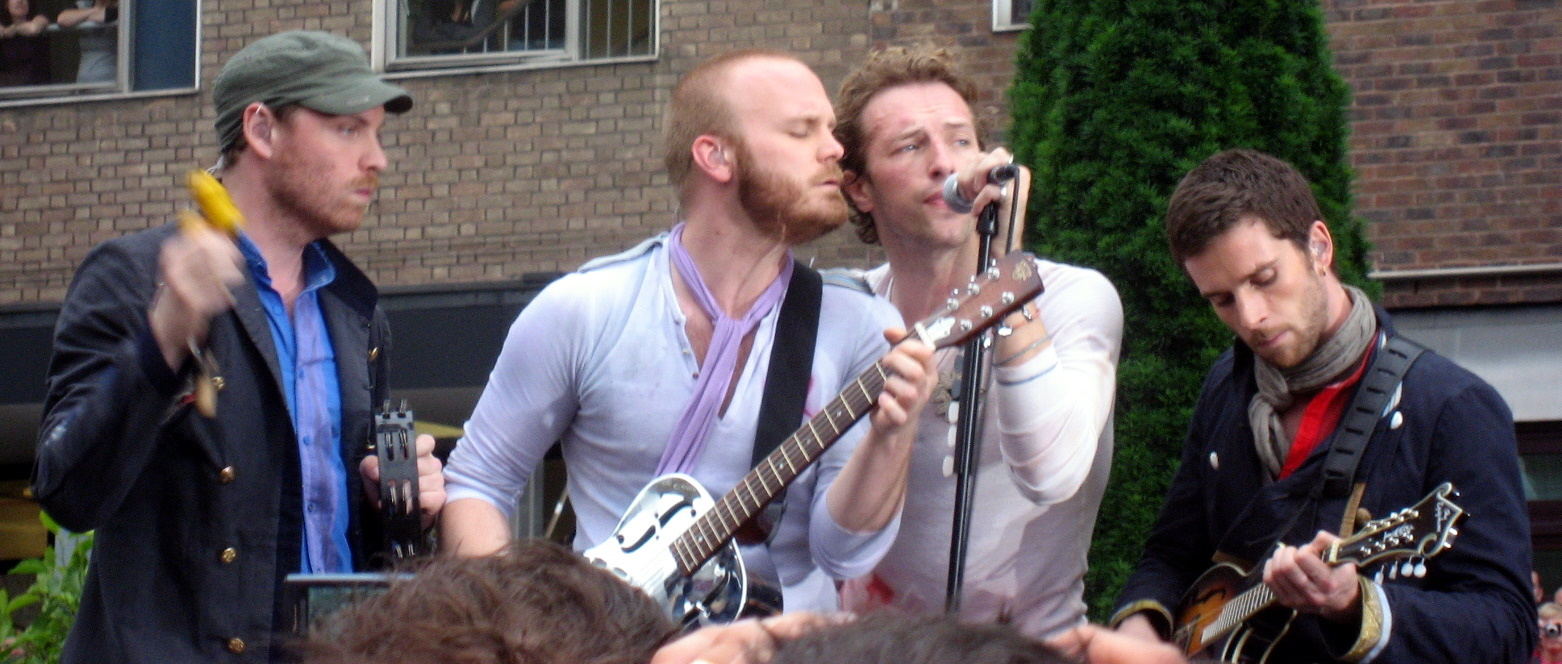
Coldplay performando ao vivo na BBC Television Centre durante a Viva la Vida Tour em 2008.

Martin descreveu Viva la Vida como uma nova direção para Coldplay: a mudança em relação a seus três últimos álbuns, que haviam sido referidos como "trilogia". Ele disse que o álbum contou com menos falsetes o que permitiu menor registro em sua voz para assim ter precedência. Algumas canções, como "Violet Hill", contêm distorções de guitarras riffs e bluesy undertones. "Violet Hill" foi confirmado como o primeiro single, com uma data de lançamento para as rádios em 29 de abril de 2008. Após o primeiro anúncio, foi obtido gratuitamente no site do Coldplay, a partir de 12:15pm por uma semana (alcançando dois milhões de downloads), até que se tornou comercialmente disponível para download em 6 de maio. "Violet Hill" entrou no top 10 no Reino Unido e no top 40 dos Estados Unidos, e atingindo boas posições ao redor do mundo. A faixa-título, "Viva la Vida", também foi lançado exclusivamente no iTunes. Tornou-se o primeiro single número um da banda na Hot 100 dos Estados Unidos, e também seu primeiro número um no Reino Unido, baseado em vendas digitais.
Após seu lançamento, Viva la Vida or Death and All His Friends liderou a parada de álbuns do Reino Unido, apesar de ter vindo no mercado apenas três dias antes. Nesse tempo, vendeu 302.000 cópias; a BBC chamou de "um dos registros mais vendido da história no Reino Unido". Até o final de junho, havia estabelecido um novo recorde para o álbum mais baixado de todos os tempos. Em outubro de 2008, o Coldplay ganhou dois Q Awards de Melhor Álbum por Viva la Vida or Death and All His Friends e Melhor Artista no Mundo Atualmente. A banda seguiu Viva la Vida or Death and All His Friends com o Prospekt's March EP, que foi lançado em 21 de novembro de 2008. O EP apresenta faixas das sessões de Viva la Vida or Death and All His Friends e, por estar disponível no próprio, foi divulgado como um disco bônus com edições posteriores de Viva la Vida. A canção "Life in Technicolor II" foi lançado como single em 9 de fevereiro de 2009.

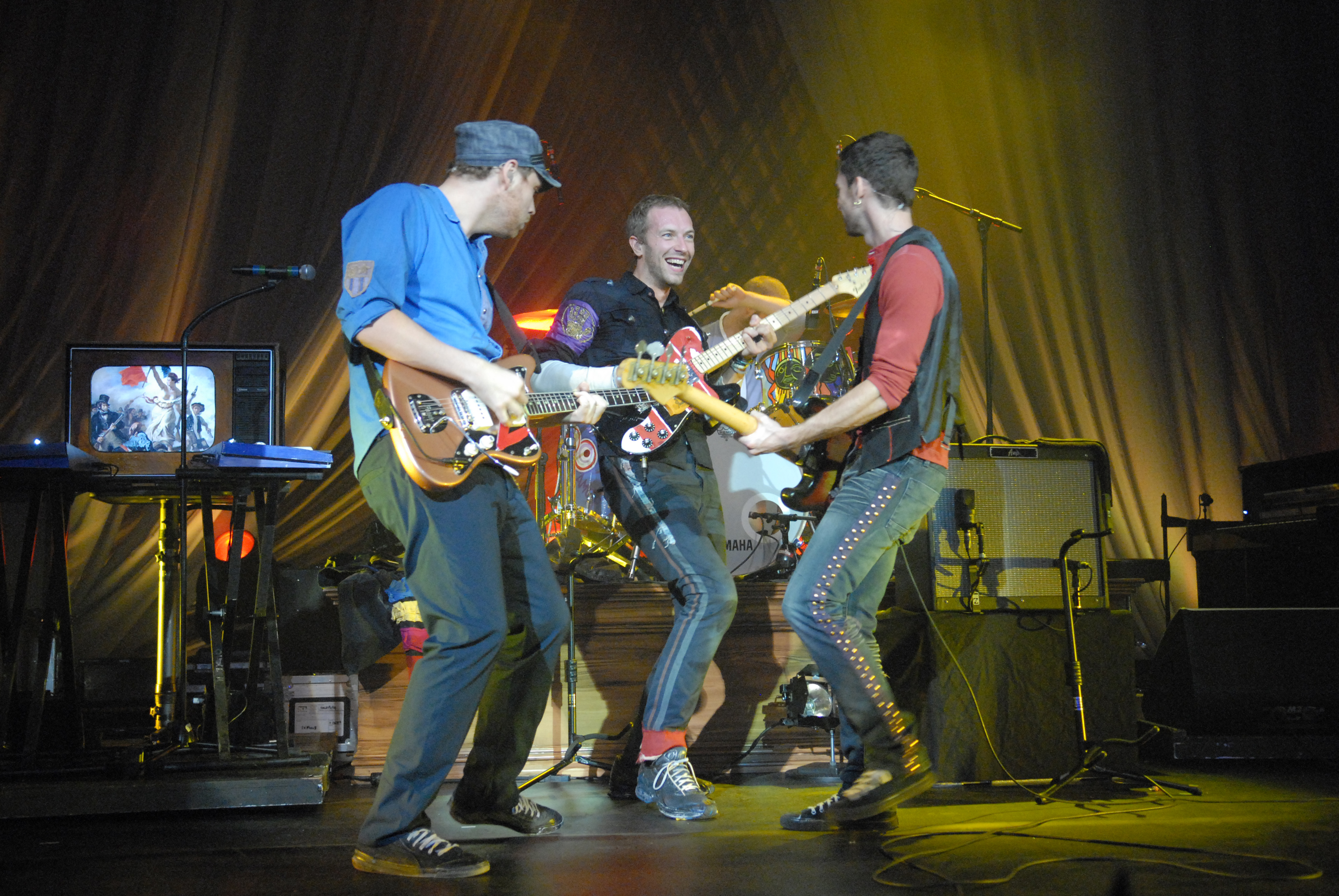
A banda performando em 2008

O Coldplay começou a Viva la Vida Tour com um show gratuito na Brixton Academy em Londres. Este foi seguido, dois dias depois por uma performance de 45 minutos que foi transmitido ao vivo a partir do outside BBC Television Centre. "Lost!" se tornou o terceiro single do álbum, que apresenta uma nova versão com Jay-Z. Coldplay realizou o primeiro set em 14 de março de 2009 no Sound Relief em Sydney Cricket Ground, e, em seguida, tocou um concerto esgotado mais tarde na mesma noite. Sound Relief é um concerto beneficente para as vítimas da Queimadas do Sábado Negro e da Inundação em Queensland.
Em 4 de dezembro de 2008, Joe Satriani entrou com um processo de violação de direitos autorais contra o Coldplay na United States District Court for the Central District of California. Satriani afirma que a canção "Viva la Vida" do Coldplay inclui "trechos primitivos" presente em sua canção "If I Could Fly" do seu álbum de 2004, Is There Love in Space?. A canção do Coldplay em questão recebeu dois Prêmios Grammy incluindo o de Canção do Ano. A banda negou a alegação. Um acordo não especificado foi finalmente alcançado entre ambos.
Em 2009, o Coldplay foi indicado para quatro BRIT Awards: Melhor Grupo Britânico, Melhor Concerto Britânico, Melhor Single Britânico ("Viva la Vida") e Melhor Álbum Britânico (Viva la Vida or Death and All His Friends). No 51º Grammy Awards em fevereiro de 2009, Coldplay ganhou três Prêmios Grammy nas categorias Canção do Ano por "Viva la Vida", Melhor Álbum de Rock por Viva la Vida or Death and All His Friends, e Melhor Performance Pop por um Duo ou Grupo com Vocais por "Viva la Vida".
Em 15 de maio de 2009, o Coldplay lançou um álbum ao vivo, intitulado LeftRightLeftRightLeft que foi gravado em diversos shows durante a turnê. LeftRightLeftRightLeft foi dada gratuitamente aos fãs durante os show da Viva la Vida Tour. Também está disponível para um download gratuito no site oficial da banda.

### Mylo Xyloto(2011–2013)
Após a Viva la Vida Tour, o Coldplay anunciou uma turnê na América Latina, que teve acontecimento entre fevereiro e março de 2010, aonde visitaram o México, Argentina, Brasil e Colômbia.
Em outubro de 2009, o Coldplay venceu o prêmio de Canção do Ano por "Viva la Vida" no American Society of Composers, Authors and Publishers (ASCAP) em Londres.
A banda lançou somente um single em 2010; "Christmas Lights", em dezembro. A banda, estabelecida na direção do rock industrial/electro-pop terminaram de gravar o quinto álbum em meados de 2011. Quando Martin e Champion foram entrevistados pela BBC Radio e foram questionados sobre os temas do quinto álbum, Martin respondeu "É sobre o amor, vício, TOC, fuga e trabalhar para alguém que você não gosta". Quando perguntado se o quinto álbum seria ou não lançado no verão, Martin e Champion disseram que havia muito trabalho a ser feito antes de lançá-lo. Eles confirmaram várias aparições em festivais antes de sua data de lançamento, especialmente em festivais na qual foram as atrações principais, como Rock Werchter, Festival de Glastonbury, T in the Park e Lollapalooza.
Em uma entrevista em 13 de janeiro de 2011, o Coldplay mencionou duas novas canções que estariam incluída em seu quinto álbum de estúdio, "Princess of China" e "Every Teardrop Is a Waterfall". Em outra entrevista, em fevereiro, o presidente da Parlophone, Miles Leonard, disse ao HitQuarters que a banda ainda estava no estúdio trabalhando no álbum e que esperava que a versão final fosse lançada "até outono desde ano".
Em 31 de maio de 2011, o Coldplay anunciou que "Every Teardrop Is a Waterfall" seria o primeiro single do álbum. Foi lançado em 3 de junho do mesmo ano. A banda também apresentou seis novas canções em festivais durante o verão de 2011, "Charlie Brown", "Hurts Like Heaven", "Us Against the World", "Princess of China", "Major Minus" e "Mylo Xyloto", um instrumental de apenas 42 segundos, posteriormente confirmada como título do álbum.
Em 12 de agosto de 2011, anunciou através de seu site oficial que Mylo Xyloto é o título do novo álbum, e que seria lançado em 24 de outubro de 2011. O último single que foi lançado ate agora, foi "Paradise".
O álbum foi um sucesso comercial. No Reino Unido, vendeu pelo menos 122 mil cópias em apenas três dias de acordo com a The Official Charts Company. O CD acabou estreando em primeiro lugar na UK Albums Chart com um total de 208 mil unidades vendidas em uma semana, dando a banda seu quinto álbum número um naquele país. Mylo Xyloto estreou também em primeiro lugar na Billboard 200, a principal parada musical dos Estados Unidos, com um total de 447 mil cópias vendidas na semana de estreia por lá.
Em 2012 foram convidados a participar da cerimônia de encerramento dos Jogos Paralimpícos de Verão de 2012. Eles comandaram o show, tocando diversas de suas músicas, entre elas, "Princess of China", que contou com a presença da cantora Rihanna.
Ainda em 2012, anunciaram, em setembro, o lançamento de um álbum ao vivo intitulado Live 2012, nove anos depois do lançamento do seu DVD anterior, o Live 2003. O disco reúne diversas apresentações da última turnê da banda, Mylo Xyloto Tour, e ainda gravações de bastidores e depoimentos dos integrantes da banda. Foi lançado oficialmente em 19 de novembro de 2012, em mais de 50 países.
Em 2013, depois de dois anos sem nenhum novo trabalho, foi lançado o single "Atlas", destinado à trilha sonora do filme Jogos Vorazes: Em Chamas. Lançado mundialmente em 6 de setembro de 2013 (exceto para o Reino Unido, lançado no dia 8 do mesmo mês), marca como sendo a primeira vez em que a banda grava uma música destinada a um filme.

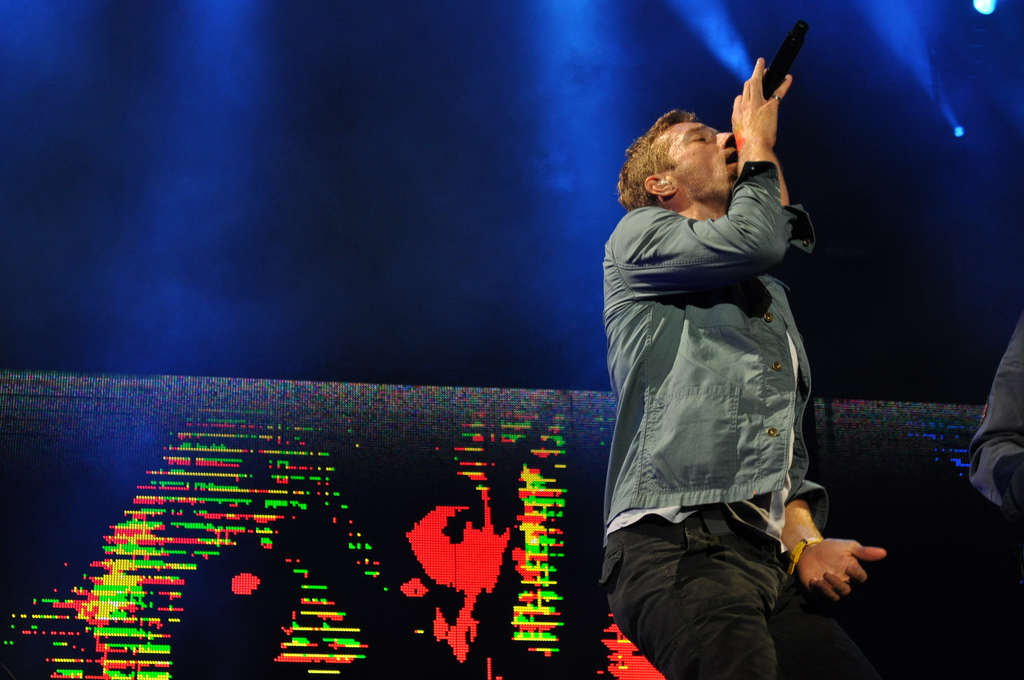
Chris Martin se apresentando com o Coldplay em 2011

### Ghost Stories(2014–2015)
Após o experimental Mylo Xyloto, o Coldplay trouxe o álbum Ghost Stories.
Em 25 de fevereiro de 2014, a banda Coldplay lançou a primeira música do novo disco, "Midnight", contando com uma pegada jamais vista em seus trabalhos anteriores, semelhante a Bon Iver. Junto veio o clipe.Em 2 de março de 2014, foi lançado o primeiro single "Magic", que consta numa batida eletrônica constante, e simples acordes de violão e guitarra, seguindo a linha electro-pop. O clipe foi lançado no dia 7 de abril do mesmo ano
No dia 2 de maio de 2014, foi lançado o single "A Sky Full of Stars" em parceria com o DJ sueco Avicii. O último single antes do lançamento do álbum. A canção tem fortes influências de house music, tendo até algumas semelhanças com "Every Teardrop Is a Waterfall". A música recebeu uma recepção positiva dos críticos e também dos populares, se tornando assim o single mais 'famoso' do álbum. O clipe foi lançado no dia 19 de junho, gravado na Austrália.
No dia 16 de maio de 2014, o álbum foi lançado pela gravadora Parlophone, e em 19 de maio de 2014 pela Atlantic Records. O álbum estreou na primeira posição da UK Albums Chart, vendendo 168 mil cópias em sua primeira semana, a segunda maior venda de 2014. Em julho de 2014, ele já havia se tornado o álbum mais vendido do primeiro semestre de 2014 com 375 mil cópias vendidas somente no Reino Unido. Nos Estados Unidos o álbum estreou como número 1 na Billboard 200 com 383.000 cópias vendidas durante a primeira semana de vendas, até então o álbum com o maior número de vendas em sua estreia no ano de 2014. Em outubro de 2014, o álbum já havia vendido 737.000 cópias nos EUA.

No Canadá o álbum estreou como número um na parada de álbuns do Canadá, com 49 mil cópias vendidas em sua primeira semana. No dia 19 de julho de 2014 foi anunciado que o álbum já havia vendido mais de 2 milhões de cópias em todo o mundo. No dia 14 de agosto de 2014 foi lançado o single "True Love", posteriormente foi lançado o clipe o lançamento. No dia 24 de novembro de 2014, foi lançado o live album Live 2014, com performances ao vivo do álbum inteiro.

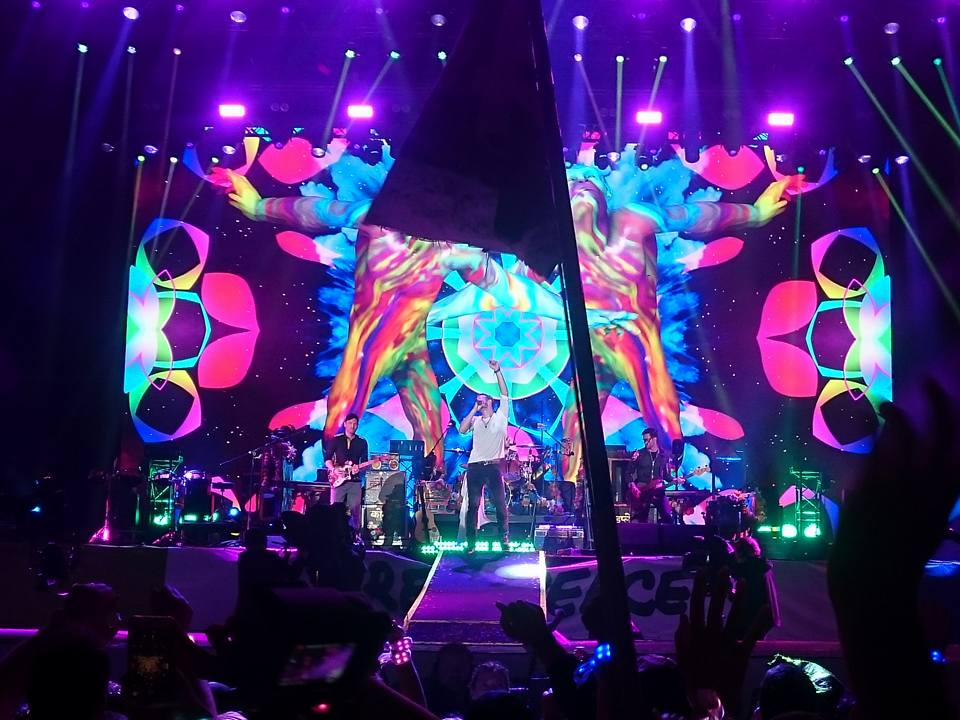
Coldplay se apresentando no festival de Glastonbury em 2016.

### A Head Full of Dreams(2015–2017)
Em dezembro de 2014, Chris Martin anunciou em uma entrevista para a BBC Radio 1 que o Coldplay lançaria seu sétimo álbum e que este se chamaria A Head Full of Dreams. A banda então saiu para uma turnê internacional para promover o seu novo trabalho.
Em novembro de 2015 foi confirmado o lançamento do A Head Full of Dreams para 4 de dezembro do mesmo ano. O disco, produzido pelo famoso duo Stargate, conta com a participação dos artistas Beyoncé, Noel Gallagher e Tove Lo. O álbum recebeu críticas variadas dos especialistas, mas com um tom positivo. Nas vendas, o álbum teve números inferiores aos seus predecessores, estreando em segundo lugar no Reino Unido e nos Estados Unidos. Em 27 de novembro foram anunciadas as primeiras datas de 2016 da A Head Full Of Dreams Tour. A turnê começou 31 de março, no Estádio Único de La Plata, em Buenos Aires (AR).
Em 7 de fevereiro a banda liderou o show de intervalo do Super Bowl, com participações de Beyoncé e Bruno Mars.
Um dos diferenciais dessa turnê foi que os fãs poderiam pedir uma canção para a banda apresentar. "O que faremos é quase um espaço para pedidos. Nós gostaríamos que as pessoas nos dessem uma razão para tocar tal música, para que tenhamos um propósito ao tocá-la", declarou Chris Martin ao jornal britânico The Sun. Canções como Green Eyes, Speed of Sound, Parachutes e The Hardest Part fizeram parte da passagem da banda pela América Latina.
A turnê foi muito bem elogiada pela crítica e público em geral. A banda apostou em efeitos visuais, lasers, papel picado e até mesmo pó colorido.

### Everyday Life(2019–2020)
Em 18 de outubro de 2019, misteriosos pôsteres em preto e branco começaram a aparecer em vários países ao redor do mundo, com a banda em roupas antigas e uma data mostrando 22 de novembro de 1919. A banda também mudou suas fotos de perfil nas redes sociais para um sol e uma lua, fazendo os fãs especularem um lançamento iminente de novo material. Em outubro de 2019 foi anunciado através de jornais impressos, os nomes das músicas que iriam compor o novo projeto da banda britânica. Também, no mesmo mês, a banda divulgou uma carta para seus fã-clubes, revelando que o disco teria Lado A e Lado B, intitulados respectivamente por Sunrise e Sunset, além de um EP com título dos seus dois primeiros singles: Orphans e Arabesque. O álbum Everyday Life foi lançado em todas as plataformas digitais, sob o tradicional selo da Parlophone (subsidiária da Warner na Inglaterra), no dia 22 de novembro de 2019, com dois shows na cidade de Amã, na Jordânia, para representar o nascer e o pôr do sol.É o primeiro projeto da banda que não houve turnê, por razões ambientais; segundo Chris Martin, vocalista do Coldplay, eles queriam tocar em um lugar que jamais tinham tocado.
O álbum estreou em primeiro lugar na parada de álbuns do Reino Unido com 81.000 cópias vendidas, tornando-se o oitavo álbum consecutivo da banda em primeiro lugar no Reino Unido. Foi também o terceiro álbum mais vendido de 2019, atrás de No.6 Collaborations Project e Divinely Uninspired to a Hellish Extent.  Em 24 de novembro de 2020, Coldplay recebeu duas indicações para o Grammy Awards de 2021, sendo uma delas Álbum do Ano, sua primeira indicação na categoria desde Viva la Vida. 

### Music of the Spheres e Moon Music (2021-Presente)
Em 29 de abril de 2021, o Coldplay anunciou que um novo single chamado "Higher Power" seria lançado em 7 de maio de 2021, coincidindo com uma transmissão ao vivo de vídeo da Estação Espacial Internacional.  Chris Martin afirmou em uma entrevista com Zane Lowe que a banda estaria trabalhando com o produtor Max Martin e sua equipe na música e no novo álbum. Ele disse: "Max é nosso produtor agora para tudo o que fazemos" Em 8 de junho de 2021, o videoclipe "oficial" de "Higher Power", dirigido por Dave Meyers, estreou no YouTube, após um videoclipe mais simples com a banda tocando a música enquanto dançava com hologramas alienígenas CGI que estreou em 7 de maio de 2021.  Em 20 de julho de 2021, o Coldplay anunciou que seu novo álbum Music of the Spheres seria lançado em 15 de outubro de 2021, e também anunciou uma faixa intitulada " Coloratura", que foi lançada em 23 de julho de 2021.

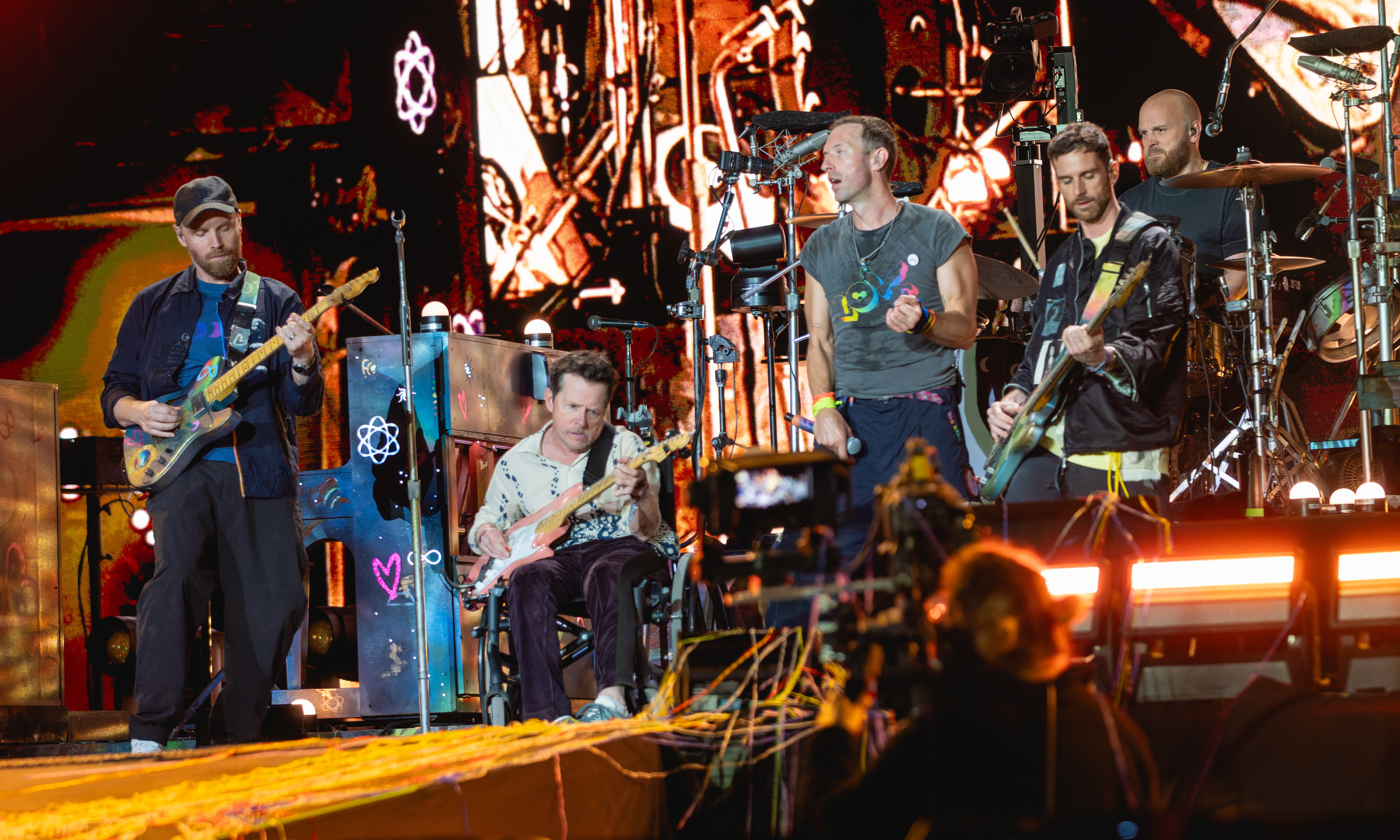
Coldplay e Michael J. Fox no Glastonbury 2024

Em 13 de setembro de 2021, o Coldplay anunciou que o segundo single do álbum "My Universe", uma colaboração com o grupo pop sul-coreano BTS, seria lançado em 24 de setembro de 2021. A música estreou na posição número 3 no UK Singles Chart, tornando-se seu single de maior pico desde "Something Just like This", e estreou na posição número um na Billboard Hot 100 dos EUA. Music of the Spheres estreou em primeiro lugar na parada de álbuns do Reino Unido. O álbum estreou em quarto lugar na parada Billboard 200 dos EUA, e alcançou o primeiro lugar nas paradas Top Alternative Albums e Top Rock Albums. Em 14 de outubro de 2021, o Coldplay anunciou sua oitava turnê de shows, a Music of the Spheres World Tour , que começou em San José, Costa Rica, em março de 2022 e visitará três continentes, com mais datas de turnê a serem anunciadas no futuro. A turnê faz parte de um esforço contínuo para reduzir a pegada de carbono da banda; Chris Martin explicou em uma entrevista à BBC que a turnê contaria com "piso cinético" que alimenta os shows por meio do movimento dos espectadores, bem como bicicletas que fazem a mesma coisa, o que significa que "todo o show é alimentado por energia renovável". Martin disse que o objetivo da banda é que eles tenham "mudado ligeiramente o status quo de como uma turnê funciona" 
Em dezembro de 2021, Martin disse que o Coldplay lançaria mais três álbuns até 2025 durante uma entrevista para a BBC , com um deles sendo "uma espécie de musical", enquanto o último será um disco autointitulado "de volta ao básico" 
Em 13 de junho de 2024, a banda anunciou "Feels Like I'm Falling in Love", o single principal de Moon Music. A faixa foi revelado através dos perfis de mídia social do Coldplay, com lançamento previsto para 4 de outubro. Duas semanas depois, eles foram a atração principal do Festival de Glastonbury pela quinta vez, estendendo o recorde estabelecido em 2016. O ator Michael J. Fox participou da performance da faixa Fix You.

## Estilo musical
Nos primeiros álbuns, o estilo musical do Coldplay foi definido como rock alternativo, chegando a ser comparado a Radiohead e Oasis. O vocalista e compositor Chris Martin, rotulou a sonoridade da banda como "hard rock".
O tom do primeiro álbum de estúdio da banda, Parachutes, era descrito com pop melódico com "distorcidos riffs de guitarra e percussão swishing". Também foi descrito como "elegantemente escuro e artisticamente abrasivo". Em uma revisão de A Rush of Blood to the Head as canções foram consideradas por conter "melodias e um desgosto" e que eles tinham uma "nova confiança". As músicas de X&Y foram consideradas "ruminações sobre dúvidas de Martin, medos, esperanças e amores". Coldplay reconheceu a banda de rock alternativo escocesa, Travis, como uma grande influência em seu material anterior.
Em Viva la Vida or Death and All His Friends, o estilo do grupo mudou para art rock, experimentando diferentes instrumentos, incluindo orquestras, pianos honky-tonk, etc. Mylo Xyloto, Ghost Stories e A Head Full of Dreams seguiram a linha experimental, se afastando cada vez mais do rock presente em seus primeiros trabalhos.
Com inspirações musicais até mesmo do Nirvana e Katy Perry, o álbum Ghost Stories foi considerado mais como um álbum solo do Chris do que um álbum do Coldplay. Suas letras refletem sentimentos de perda, traição, amargura, solidão e melancolia. O divórcio de Chris com a atriz Gwyneth Paltrow foi a principal inspiração do álbum.
"Sentimos que o rock já acabou. O futuro da música são novos sons e novos tratamentos de voz.. [...] Ninguém pode nos colocar numa lista de 10 melhores bandas de rock. Talvez só fizemos rock uma vez... E por 10 minutos." declarou Chris Martin ao Telegraph, sobre o álbum A Head Full of Dreams.

## Ativismo e endossos comerciais

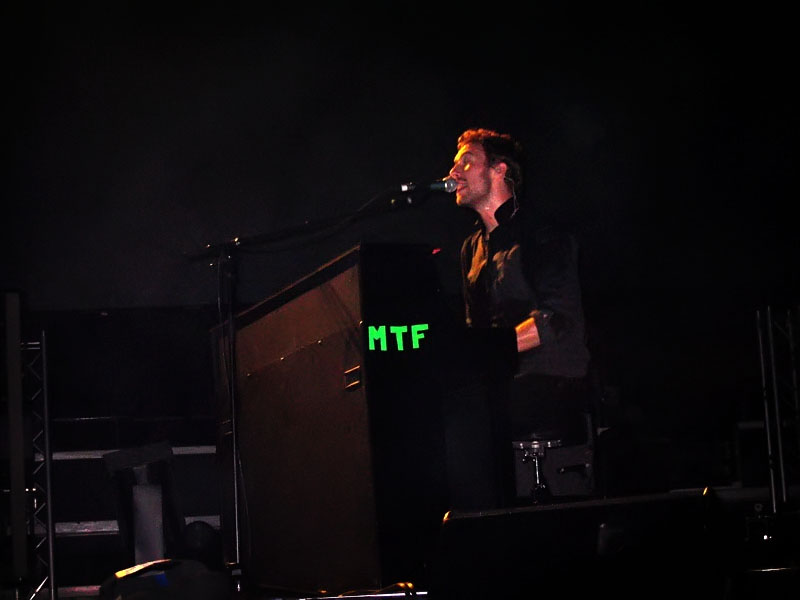
Make Trade Fair, abreviado como MTF, mostrado no piano de Chris Martin, durante um concerto.

Apesar da popularidade mundial da banda Coldplay, o grupo manteve-se protetor de suas músicas para não serem usadas na mídia, recusando-se a sua utilização para endossos de produtos. No passado, o Coldplay recusou vários contratos milionários da Gatorade, Diet Coke e Gap, que queriam usar as canções "Yellow", "Trouble" e "Don't Panic", respectivamente. De acordo com o vocalista e pianista Martin, "nós não seríamos capazes de viver com nós mesmos se vendêssemos os significados das músicas que gostamos." A canção "Viva la Vida" foi apresentada no comercial da iTunes Store, publicando a sua disponibilidade exclusiva do single como um download digital no iTunes. Coldplay apoia a Anistia Internacional. Martin é considerado uma das celebridades de maior visibilidade que defendem o comércio justo, apoiando a Oxfam com a contínua campanha Make Trade Fair. Ele esteve em viagens com a Oxfam para avaliar as condições, tem aparecido em sua campanha publicitária e é conhecido por usar a "Make Trade Fair" durante aparições públicas da banda (incluindo concertos do Coldplay). A banda também foram filmados para Make Poverty History, clicando em seus dedos.
Durante os primeiros anos, o Coldplay se tornou amplamente conhecido nos meios de comunicação por doar 10% dos lucros da banda para a caridade, o que eles continuam a fazer até hoje. O baixista Guy Berryman disse, "Você pode tornar as pessoas conscientes sobre questões sociais. Não é muito esforço para nós fazer isso, mas se isso pode ajudar as pessoas, então nós queremos ajudá-las." A banda também pede que todos os donativos destinados a eles sejam doados para a caridade, de acordo com uma resposta na seção FAQ do site do Coldplay. Martin também protestou contra a Invasão do Iraque em 2003 e aprovou os candidatos Democrata à presidência dos Estados Unidos, John Kerry e Barack Obama, em 2004 e 2008 respectivamente.
Em junho de 2009 o Coldplay começou a apoiar a Meat Free Monday, uma campanha de alimentos criada por Paul McCartney que tenta ajudar a parar as mudanças climáticas, incentivando as pessoas a ter pelo menos um dia sem carne por semana.
De 17 e 31 de dezembro de 2009 o Coldplay leiloou uma quantidade de objetos significativos da banda, incluindo uma de suas primeiras guitarras, no eBay. As doações foram para a Kids Company, uma instituição de caridade que ajuda crianças e jovens vulneráveis em Londres. Um mês depois, em janeiro de 2010, o Coldplay tocou uma versão ligeiramente modificada de "A Message", intitulada "A Message 2010", na maratona especial Hope For Haiti Now, arrecadando dinheiro para as vítimas do terremoto no Haiti em 2010.

## Membros da banda
- Chris Martin – vocal, guitarra, gaita, teclados, piano e violão
- Guy Berryman – baixo, sintetizadores, gaita, etc
- Jonny Buckland – guitarra, violão, sintetizadores, etc
- Will Champion – bateria, percussão, piano, etc
- Phil Harvey – empresário (1998–2002; 2022–presente), diretor criativo (2006–presente)[a]

## Discografia
Álbuns de estúdio
- Parachutes (2000)
- A Rush of Blood to the Head (2002)
- X&Y (2005)
- Viva la Vida or Death and All His Friends (2008)
- Mylo Xyloto (2011)
- Ghost Stories (2014)
- A Head Full of Dreams (2015)
- Everyday Life (2019)
- Music of the Spheres (2021)
- Moon Music (2024)

## Turnês musicais
- Parachutes Tour (2000–2001)
- A Rush of Blood to the Head Tour (2002–2003)
- Twisted Logic Tour (2005–2007)
- Viva la Vida Tour (2008–2010)
- Mylo Xyloto Tour (2011–2012)
- Ghost Stories Tour (2014)
- A Head Full of Dreams Tour (2016–2017)
- Music of the Spheres World Tour (2022–2024)

## Prêmios e indicações
A banda já ganhou vários prêmios da indústria musical ao longo de sua carreira, incluindo seis Brit Awards — vencendo o de Melhor Grupo Britanico três vezes, um prêmio Webby, o prêmio de Melhor Álbum de Rock da Billboard Music Awards com Ghost Stories, quatro MTV Video Music Awards, e sete Prêmios Grammy entre vinte indicações. Como um dos recordistas de vendas de discos, o Coldplay já vendeu mais de 115 milhões de discos em todo o mundo.